# Архиепархия Сан-Франциско
Архиепархия Сан-Франциско (лат. Archidioecesis Sancti Francisci) — архиепархия Римско-Католической церкви в городе Сан-Франциско, штат Калифорния, США. В митрополию Сан-Франциско входят епархии Гонолулу, Окленда, Сакраменто, Сан-Хосе, Санта-Розы, Стоктона. Кафедральным собором архиепархии Сан-Франциско является Собор Успения Пресвятой Девы Марии.

## История
29 июля 1853 года Святой Престол учредил архиепархию Сан-Франциско, выделив её из епархии Монтерея.
Архиепархия Сан-Франциско передала часть своей территории следующим католическим церковным структурам:
- 27 сентября 1860 года — апостольскому викариату Мэрисвилла (в настоящее время — титулярная епархия Грэсс-Вилла);
- 28 мая 1886 года — епархии Сакраменто;
- 23 ноября 1886 года — апостольскому викариату Юты и Невады (сегодня — епархия Солт-Лейк-Сити);
- 13 мая 1962 года — епархиям Окленда, Санта-Розы и Стоктона;
- 27 января 1981 года — Сан-Хосе.

В юрисдикции архиепархии находится русский католический приход Фатимской Божией Матери (Сан-Франциско).

## Ординарии архиепархии
- архиепископ Джозеф Сэдок Алемани-и-Кониль, O.P. (29.07.1853 — 21.12.1884)
- архиепископ Патрик Уильям Риордан[англ.] (21.12.1884 — 27.12.1914)
- архиепископ Эдвард Джозеф Ханна[англ.] (01.06.1915 — 02.03.1935)
- архиепископ Джон Джозеф Митти[англ.] (02.03.1935 — 15.10.1961)
- архиепископ Джозеф Томас Макгакен[англ.] (19.02.1962 — 16.02.1977)
- архиепископ Джон Рафаэль Куинн[англ.] (16.02.1977 — 27.12.1995)
- архиепископ Уильям Джозеф Левада (27.12.1995 — 13.05.2005) — назначен префектом Конгрегации доктрины веры, кардинал с 2006
- архиепископ Джордж Хью Нидерауэр[англ.] (15.12.2005 — 27.07.2012)
- архиепископ Сальваторе Джозеф Кордилеоне (27.07.2012 — по настоящее время).

## Источник
- Annuario Pontificio, Libreria Editrice Vaticana, Città del Vaticano, 2003, ISBN 88-209-7422-3.